# 머리 골드
머리 골드(영어: Murray  Gold, 1969년 2월 28일 ~ )는 영국의 연극, 영화, 텔레비전 작곡가이자 연극 및 라디오 극작가이다. 영국의 텔레비전 드라마 《닥터 후》가 2005년 부활한 이래 전 삽입곡의 단독 작곡가로 가장 잘 알려져 있다.

## 텔레비전
머리 골드는 《베니티 페어》 (1999), 《퀴어 애스 포크》 (2000), 《카사노바》 (2006), 《닥터 후》 (2008)로 BAFTA상 최고의 오리지널 텔레비전 음악 부문에서 후보에 네 번 지명된 적이 있다. BAFTA상을 수상한 영화 《키스 오브 라이프》에서의 그의 음악은 2003년 오바뉴에서 열린 '제7회 모차르트 예술상'에서 프랑스 심사위원단으로부터 수상받았다. 그는 텔레비전 음악과 관련된 부문에서 왕립텔레비전협회로부터 네 번 후보로 지명받기도 했다.
골드는 과거에 《카사노바]]》(데이비드 테넌트 주연), 《더 세컨드 커밍》 (크리스토퍼 에클스턴 주연), 《퀴어 애즈 포크》 시즌 1~2와 같은 프로젝트들을 《닥터 후》의 전 작가이자 총괄 프로듀서였던 러셀 T 데이비스와 함께 작업한 적이 있다. 또한 그는 테마곡을 만들어낸 제임스 본드 영화의 작곡가인 데이비드 아널드와 함께 《랜덜과 홉커크》의 2000년판 드라마를 위한 부수곡을 만들기도 했다.
골드는 채널 4 드라마 《셰임리스》의 테마곡을 작곡하고 사극 《더 데빌스 호어》의 음악을 작곡했다. 좀 더 최근에는 BBC 원에서 방영된 데이비드 테넌트 주연의 또다른 드라마 시리즈 《싱글 파더》의 음악을 작곡했다. 여기서 골드는 오케스트라 작곡 대신에 좀 더 대중적인 스타일의 합주단을 택했다.
2012년부터 머리 골드는 드라마 시리즈 《라스트 탱고 인 할리팩스》의 뮤지컬 음악을 작곡하고 있다. 2014년, 골드는 BBC 드라마 《더 머스킷티어스》의 음악을 작곡했다.